# 80 років проголошення соборності України (монета)
«80 ро́ків проголо́шення собо́рності Украї́ни» — ювілейна монета номіналом 2 гривні, випущена Національним банком України. Присвячена 80-річчю історичного акту проголошення у Києві 22 січня 1919 року декларації про злуку (об'єднання) Української Народної Республіки (УНР) із Західноукраїнською Народною Республікою (ЗУНР).
Монету було введено в обіг 18 січня 1999 року. Вона належить до серії «Відродження української державності».

## Опис монети та характеристики
| Номінал грн. | Метал      | Маса, грам | Діаметр, мм. | Якість виготовлення | Гурт     | Тираж, штук |
| ------------ | ---------- | ---------- | ------------ | ------------------- | -------- | ----------- |
| 2            | нейзильбер | 12,8       | 31,0         | звичайна            | рифлений | 50 000      |

### Аверс

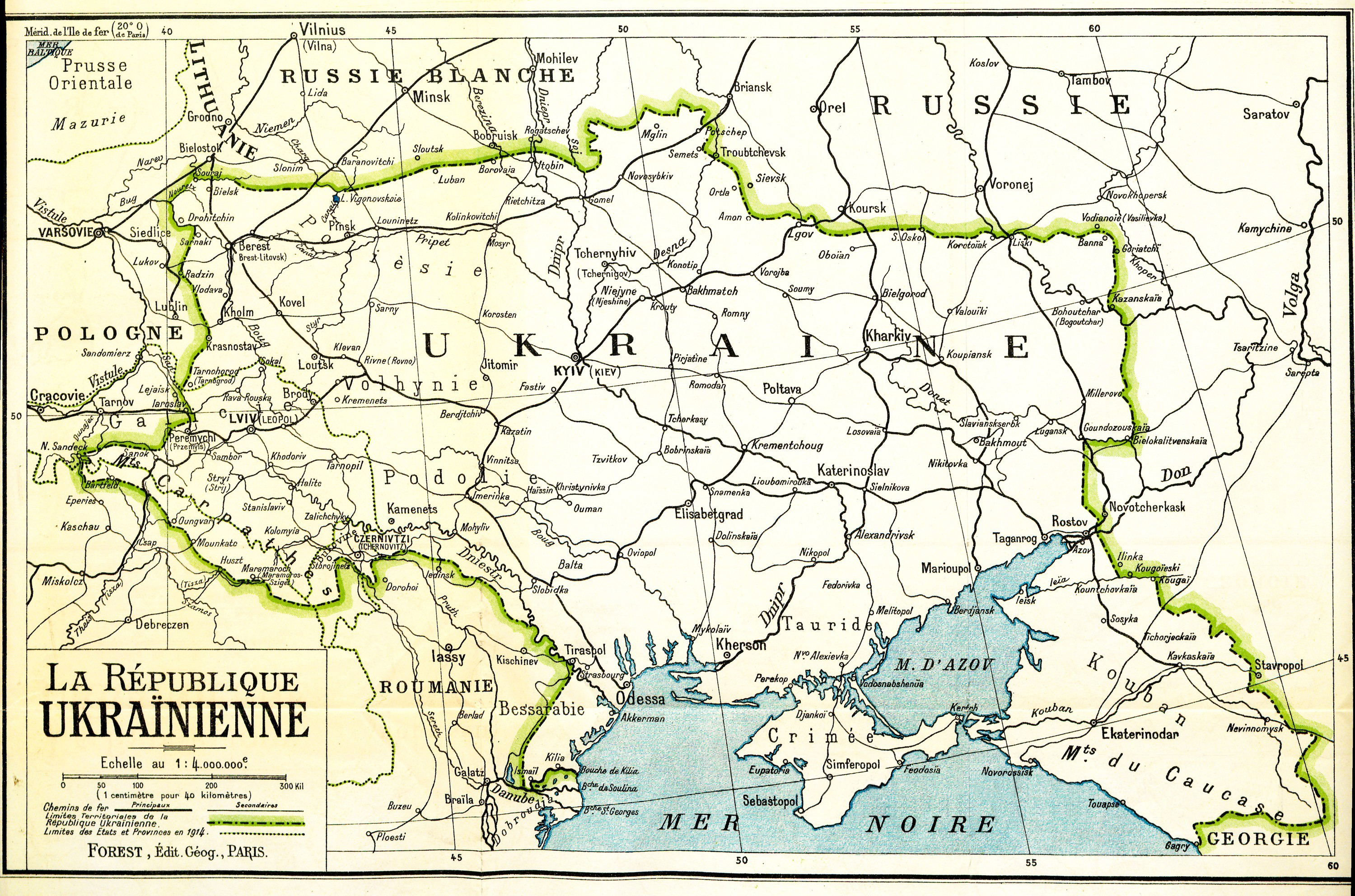
Території, на які претендувала Українська Народна Республіка 1919 року

На аверсі монети розміщені зображення малого Державного Герба України, орнаментований за мотивами народних настінних розписів і кругові написи «УКРАЇНА», «2 ГРИВНІ», «1999».

### Реверс
На реверсі монети розміщені зображення українки з ілюстрації Георгія Нарбута до журналу «Мистецтво» 1919 р., герби УНР і ЗУНР (проект).

## Автори
- Художник — Атаманчук Володимир.
- Скульптор — Атаманчук Володимир.

## Вартість монети
Під час введення монети в обіг 1999 року, Національний банк України розповсюджував монету за її номінальною вартістю — 2 гривні.
Фактична приблизна вартість монети, з роками змінювалася так:
| Рік        | 2005 | 2006 | 2007 | 2008 | 2009 | 2010 | 2011 | 2012 | 2013 | 2014 | 2015 | 2016 | 2017 | 2018 | 2019 | 2020 | 2021 | 2022 | 2023 | 2024 | 2025 |
| ---------- | ---- | ---- | ---- | ---- | ---- | ---- | ---- | ---- | ---- | ---- | ---- | ---- | ---- | ---- | ---- | ---- | ---- | ---- | ---- | ---- | ---- |
| Ціна, грн. | 100  | 80   | 100  | 110  | 120  | 120  | 125  | 125  | 140  | 140  | 250  | 230  | 290  | 320  | 250  | 250  | 230  | 240  | 350  | 570  | 730  |